# Ertixiïta
L'ertixiïta és un mineral de la classe dels silicats. Rep el seu nom del riu Irtysh (en Xinjiang Ertix) el qual passa per la vall de la localitat tipus.

## Característiques
L'ertixiïta és un silicat de fórmula química Na₂Si₄O9. Cristal·litza en el sistema cúbic. Es troba en forma de cristalls granulars, de fins a 0,5 mil·límetres. La seva duresa a l'escala de Mohs es troba entre 5,8 i 6,5.
Segons la classificació de Nickel-Strunz, l'ertixiïta pertany a «09.HA - Silicats sense classificar, amb alcalins i elements terra-alcalins» juntament amb els següents minerals: kenyaïta, wawayandaïta, magbasita, afanasyevaïta, igumnovita, rudenkoïta, foshallasita, nagelschmidtita, caryocroïta, juanita, tacharanita, oyelita, denisovita i tiettaïta.

## Formació i jaciments
Va ser descoberta l'any 1985 a les pegmatites de Koktokay, al comtat de Fuyun, a la prefectura autònoma d'Ili Kazakh (Xinjiang, Xina), l'únic indret on ha estat trobada. Sol trobar-se associada a altres minerals com: topazi, albita, moscovita, quars, apatita i granat.